# Ёсида, Цукаса
Цукаса Ёсида (яп. 芳田司; род. 5 октября 1995, Киото) — японская дзюдоистка, чемпионка мира 2017 года и 2018 года в весовой категории до 57 кг. Чемпион Азии 2017 года. Бронзовый призёр Олимпийских игр 2020 в Токио. 

## Биография
Цукаса становится чемпионом Азии до 20 лет в 2012 году. В 2014 году она выиграла бронзовую медаль на Большом шлеме в Токио. В следующем году она выиграла Тюменский Большой Шлем, победив румынку Корину Каприориу в финале, а также заняла третье место в Парижском турнире. 
В 2016 году она выиграла два новых крупных международных турнира, бакинский Большой шлем, и во второй раз - «Тюменский большой шлем». В конце года она выиграла второй раз на турнире в Токио против своей соотечественницы Нае Удаки.
В 2017 году она победила в чемпионате Азии в Гонконге. 
В августе она выиграла полуфинал чемпионата мира в Будапеште, и выиграла серебряную медаль. На этом же чемпионате мира она также участвует в победе японской смешанной команды во время командного соревнования.
На чемпионате мира 2018 года в Баку, в финале в весовой категории до 57 кг, одержала победу во всех своих поединках и завоевала золотую медаль чемпионата. Кроме того, в смешанных командных соревнованиях в составе команды Японии, завоевала также золотую медаль.
На предолимпийском чемпионате мира 2019 года, который проходил в Токио завоевала серебряную медаль, уступив в финале канадской спортсменке Кристе Дегучи. В составе смешанной команды стала чемпионкой мира. 